# Rudolf Smend (1882–1975)
Carl Friedrich Rudolf Smend, född den 15 januari 1882 i Basel, död den 5 juli 1975 i Göttingen, var en tysk rättslärd, brorson till Julius Smend, son till orientalisten och teologen Rudolf Smend, far till exegeten Rudolf Smend.
Smend blev 1908 docent i statsvetenskap i Kiel och 1909 professor i Greifswald, innehade från 1911 professur i Tübingen och från 1915 i Bonn samt kallades 1922 till universitetet i Berlin. År 1935 utsattes han för politiskt tryck att tacka ja till en kallelse från universitetet i Göttingen. Han blev emeritus 1951. Under Berlintiden var Smend därjämte ledamot av rikets Staatsgerichtshof. 
Bland hans skrifter märks Das Reichskammergericht (1911), Masstäbe des parlamentarischen Wahlrechts in der deutschen Staatstheorie des 19. Jahrhunderts (1912), Krieg und Kultur (1915) och Die Vverschiebung der konstitutionellen Ordnung durch die Verhältniswahl (1919). "Smends arbeten utmärkas", skriver Herbert Tingsten i Nordisk Familjebok, "för en i viss mån egenartad, starkt psykologiserande forskningsmetod".